# Tinta (film)
A Tinta (Ink) című amerikai fantasy-t Jamin Winans írta és rendezte, a főbb szerepeket Chris Kelly, Quinn Hunchar és Jessica Duffy alakítják. A film Winans saját tulajdonában lévő független filmgyára (Double Edge Films) készítette Kiowa Winans közreműködésével Denver környékén. A filmet fényképezte Jeff Pointer. A film a Santa Barbarai Nemzetközi Filmfesztiválon debütált 2009. január 23-án, és a denveri Cancun Filmfesztiválon (Denverben megnyerte a Legjobb Nemzetközi Főfilm díjat), továbbá az annapolis-i Rams Head Onstage-ban és számos független amerikai moziban is bemutatták.

## Cselekmény
|  | Alább a cselekmény részletei következnek! |

A film elején egy felzaklatott üzletembert láthatunk, aki sietve beül autójába, elindul, s miután torka szakadtából üvöltözik, hirtelen egy a piroson áthajtó másik autóval összeütközik. Amint elveszti eszméletét, azt álmodja, hogy a kislányával, Emmával játszik. Eleinte elutasító, és vonakodik a játéktól, de végül enged a kérésnek, amikor a kislány úgy tesz, mintha szörnyek ragadták volna el. Ekkor a segítségére siet, majd az álomnak vége szakad.
|  | Itt a vége a cselekmény részletezésének! |